# Rudolf Stiernswärd
Rudolf Hodder Stiernswärd, född 8 september 1808 på Ängeltofta i Barkåkra socken, död 5 februari 1867 på Vittskövle slott, var en svensk militär och godsägare.
Rudolf Stiernswärd var son till Carl Georg Stiernswärd och bror till Gustaf Mauritz Stiernswärd. Han blev kornett vid Skånska dragonregementet 1830, löjtnant där 1840 och ryttmästare i armén 1843. Han tog avsked från krigstjänsten 1848. Genom gifte blev han ägare till Vittskövle, och 1854 inköpte han Karsholms slott. Stiernswärd var en skicklig jordbrukare och föregångsman i såväl rent jordbrukstekniska frågor som i omvårdnaden av sina underlydande. I Skånes ekonomiska och kommunala liv deltog han livligt och innehade många förtroendeuppdrag, bland annat som ordförande vid fjärde allmänna lantbruksmötet i Malmö 1849 och ledamot av styrelsen för Alnarps lantbruksinstitut 1861–1865. Han var även stiftare och ledamot av styrelsen för Orups lantbruksskola, samt tillhörde styrelsen för Kristianstads läns hushållningssällskap, ett flertal banker i länet med flera företag och institutioner. År 1849 invaldes han i Lantbruksakademien och 1864 utnämndes han till hovmarskalk.